# Gdje je srce tu je dom
Gdje je srce tu je dom är det andra studioalbumet från den kroatiska sångerskan Antonija Šola som gavs ut 23 november 2009. Albumet innehåller 16 låtar.

## Låtlista
1. Gdje je srce tu je dom – 3:01
2. Milijun poljubaca – 3:46 (remix)
3. Zvijezdo – 4:35
4. Bitanga i princeza – 4:10 (med Stefanom Filipovićem)
5. Uzmi mi sve – 3:53
6. Kažeš zbogom – 3:45
7. K'o lane ranjena – 3:32
8. Prevelika kazna – 3:32 (med Hrvoje Kraševac)
9. Veruvaj – 4:32 (med Sanjom Gjoševskom)
10. Slučajni partneri – 4:12
11. Usne na usne – 4:00
12. Priča za laku noć – 3:44
13. xxx – 3:37
14. Božić bez tebe (bonus)
15. Mrva ljubavi (bonus)
16. Kade što e srceto e mojot dom (bonus)